# Teresa de Lauretis
Teresa de Lauretis, född 1938 i Bologna, är en italiensk författare och professor vid University of California i Santa Cruz. Hon myntade termen queerteori, som betecknar en akademisk modell för samhällskritik, inspirerad av det redan tidigare existerande begreppet queer.
Teresa de Lauretis har skrivit om filmteori och dramaturgi och författat flera böcker, bland andra Alice Doesn't: Feminism, Semiotics, Cinema (1984) och Technologies of Gender (1987). På svenska återfinns sista kapitlet ur Alice Doesn't "Semiotik och erfarenhet" i antologin Feminismer (utgiven 1996, Studentlitteratur) av Lisbeth Larsson.